# لورنزو پولوانی
لورنزو پولوانی (انگلیسی: Lorenzo Polvani؛ زادهٔ ۲۶ ژوئیهٔ ۱۹۹۴) بازیکن فوتبال است.
از باشگاه‌هایی که در آن بازی کرده‌است می‌توان به باشگاه فوتبال امپولی اشاره کرد.